# Little Scarcies
De Little Scarcies of Kaba is een rivier die ontspringt op de hoogvlakte Fouta Djalon in Guinee ten noorden van Kaba. De rivier Kaba stroomt in zuidelijke richting naar Sierra Leone. In dat land wordt de rivier Little Scarcies genoemd. De Mongo en de Mabole zijn er de belangrijkste rijrivieren. De rivier stroomt verder in zuidwestelijke richting en mondt uit in de Atlantische Oceaan bij Mange, een tiental kilometer ten zuiden van de monding van de Great Scarcies.